# Libellus de locis sanctis
Libellus de locis sanctis, littéralement en français : Petit livre des lieux saints,  est un guide, en latin, du XIIe siècle et un récit de voyage en Palestine, conçu à l'attention des pèlerins chrétiens qui se rendent dans les lieux saints. Il « se distingue » de la masse des guides médiévaux « par ses qualités littéraires et informatives ».

## Auteur
On ne sait rien de certain de l'auteur du Libellus de locis sanctis, à part ce qu'il dit de lui-même. C'est un moine allemand du nom de Theoderich (ou Dietrich) qui a lui-même visité la Palestine, vers 1172. Il était probablement Rhénan, puisqu'il avait voyagé avec un certain Adolf de Cologne et qu'il connaissait la chapelle palatine d'Aix-la-Chapelle. Il est peut-être originaire de l'abbaye de Hirsau. Il est souvent identifié au Dietrich auquel Jean de Würzburg a dédié son Descriptio terrae sanctae, un autre guide sur la Palestine. Jean s'est rendu en Terre sainte, peu avant Dietrich, dans les années 1160. Il est aussi parfois identifié à Dietrich von Homburg, qui est devenu l'évêque de Wurtzbourg, en 1223. Rien ne le relie aux deux Dietrichs connus, de la fin du XIIe siècle à Wurtzbourg, les prévôts de Werdea et d'Onolsbach.

## Itinéraire et description
Bien que Dietrich soit un témoin oculaire pour une grande partie de ce qu'il décrit dans le Libellus de locis sanctis, il utilise également d'autres rapports de témoins oculaires et des sources écrites pour compléter son récit. Il a utilisé comme source le même recueil que celui utilisé par Jean de Wurtzbourg. Dans son introduction, il donne à son travail un but spirituel : aider à faire penser au Christ pour ceux qui ne peuvent pas voir les Lieux Saints eux-mêmes et ainsi l'aimer et le plaindre, en se rapprochant du ciel.
Le pèlerinage de Dietrich peut être daté entre 1171 et 1173, pendant le règne du roi Amaury Ier de Jérusalem, lorsque les Lieux saints étaient sous contrôle chrétien. Il débute à Acre, en mars ou avril. De là, il prend la route vers Jérusalem, Jéricho et le Jourdain. Il revient par le même chemin et se retrouve à Acre pour préparer son embarquement, le mercredi de la semaine de Pâques. Il a peut-être fait un détour pour visiter Nazareth, Tibériade et le mont Thabor, mais sa description de la mer de Galilée est très confuse. Sa description de l'église du Saint-Sépulcre indique qu'il était là lors des rénovations financées par l'empereur Manuel Ier Comnène. Il est également la première source à mentionner la piscine du sultan (en), alors une citerne nouvellement construite.
La compétence et le détail des descriptions architecturales de Dietrich conduisent à suggérer qu'il était un architecte ecclésiastique. Il avait manifestement des connaissances sur les techniques et les matériaux de construction, et ses descriptions sont claires,. 
Le Libellus est une source importante pour l'art, l'architecture et l'agriculture du Royaume de Jérusalem, à la veille de sa chute. Dietrich s'intéresse moins aux miracles et aux merveilles, mais fournit un compte rendu de première main de la venue du Feu sacré.
Bien qu'il « ne dirige aucun sarcasme contre les hommes d'autres confessions » il fait preuve de préjugés anti-juifs et signale avoir été effrayé par certains « Sarrasins » locaux, criant en arabe, alors qu'ils travaillaient dans un champ.

## Manuscrits
Pendant longtemps, il n'est connu qu'un seul manuscrit, du XVe siècle, du Libellus. En 1985, un deuxième exemplaire est découvert, également du XVe siècle. R. B. C. Huygens produit la première édition critique basée sur les deux manuscrits. Ces deux manuscrits comprennent plusieurs autres textes sur la Terre sainte, en plus du Libellus.

### Source de la traduction
- (en) Cet article est partiellement ou en totalité issu de l’article de Wikipédia en anglais intitulé « Libellus de locis sanctis » (voir la liste des auteurs).